# В созвездии Быка
«В созвездии Быка» — российский кинофильм 2003 года.

## Сюжет
1942 год. Ноябрь. В разгаре Сталинградская битва.
В ста километрах севернее Сталинграда, в крохотной деревушке Шишке, стоящей на холме среди степи, идёт своя жизнь. Но война присутствует и здесь. Главные герои киноповести — деревенский шестнадцатилетний паренек-скотник Ваня, городской юноша Игорь и местная красавица Каля. Любовный треугольник. Каля предпочитает красивого и образованного Игоря. Ваня ревнует, страдает и поверяет свои страдания ближайшим друзьям — быкам. Когда заблудившийся в степи советский конный отряд забирает в деревне всё сено, Ваня понимает, что быки обречены на голодную смерть. Он решает идти в степь на поиски корма для быков.

## В ролях
| Актёр                | Роль                           |
| -------------------- | ------------------------------ |
| Андрей Щеглов        | Ваня                           |
| Иван Жидков          | Игорь                          |
| Георг Жено           | Отто, немецкий солдат          |
| Виолетта Давыдовская | Каля                           |
| Любава Аристархова   | сумасшедшая                    |
| Наталья Лоскутова    | мать Вани                      |
| Вера Иванова         | Фрося                          |
| Елизавета Устюжанина |                                |
| Орлан Монгуш         | красный командир               |
| Виктор Уральский     | Парфёныч, председатель колхоза |

## Съёмочная группа
- Автор сценария:
  - Пётр Тодоровский
  - Александр Буравский
- Режиссёр: Пётр Тодоровский
- Операторы:
  - Владимир Башта
  - Владимир Климов
- Художник: Александр Толкачёв
- Композитор: Пётр Тодоровский

## Награды
- Кинофестиваль «Окно в Европу» в Выборге
  - 2003 — Приз имени Андрея Тарковского (Пётр Тодоровский)
- Международный фестиваль фильмов о правах человека «Сталкер» в Москве
  - 2003 — Приз Гильдии кинорежиссёров (Пётр Тодоровский)